# Syrphus metatarsatus
Syrphus metatarsatus är en tvåvingeart som beskrevs av Becker 1921. Syrphus metatarsatus ingår i släktet solblomflugor, och familjen blomflugor.
Artens utbredningsområde är Turkiet. Inga underarter finns listade i Catalogue of Life.